# Sâu gạo
Sâu gạo hay còn gọi là sâu quy, siêu sâu (Zophobas morio) là một loài bọ cánh cứng của họ Tenebrionidae. Riêng ấu trùng của chúng còn được gọi là sâu gạo, tiếng Anh gọi là superworm. Chúng được các nhà chức trách Việt Nam coi là loài xâm lấn do chưa được cấp phép (tuy nhiên chưa có báo cáo chính thức nào chứng minh loại sâu này có thể sống ngoài môi trường tự nhiên của Việt Nam).

## Đặc điểm
Trong quá trình tìm kiếm loài côn trùng dễ nuôi để sử dụng làm thức ăn cho bò sát và lưỡng cư nuôi, và các loài chim cảnh, người ta đã nhanh chóng lựa chọn loài côn trùng này. Ấu trùng Zophobas morio tương tự như của loài Tenebrio molitor. Chúng có kích thước rất lớn, khoảng 50–60 mm. Một khi đạt đến kích cỡ trưởng thành, chúng thành nhộng và sau đó lột xác thành bọ cánh cứng màu đen.
Ấu trùng sẽ không thành nhộng nếu bị giữ trong hộp có quá đông ấu trùng và quá dồi dào thức ăn, nơi cơ thể chúng liên tục bị tiếp xúc. Tuy nhiên, người nuôi thường sẽ làm thế nếu muốn cản trở sự hóa nhộng của ấu trùng. Zophobas morio là thức ăn ưa thích của cá rồng (do đó một số nơi gọi loài sâu này là sâu rồng), thằn lằn, rùa, ếch, kỳ nhông, chim và các động vật ăn côn trùng khác. Lớp chitin cứng của chúng có thể làm cho chúng ít bị nhện và một số côn trùng khác ăn thịt. Giá trị dinh dưỡng của chúng tương tự như của Tenebrio molitor.

## Giá trị
Dùng làm thức ăn cực kỳ tốt cho vật nuôi chủ yếu là gia cầm như chim, gà, vịt, chuột hamster... Sâu gạo sấy khô sau đó nghiền thành bột và trộn với thức ăn gia cầm và gia súc rất nhiều dinh dưỡng và giúp vật nuôi khỏe mạnh.

## Nguy cơ
Mặc dù loại sâu này có nguồn gốc ở Nam Mỹ nhưng do chưa nuôi được phổ biến ở Việt Nam nên nguồn cung cấp sâu gạo được nhập lậu chủ yếu từ Trung Quốc. Sâu gạo ngoài việc ăn các loài thực vật như rau, củ, quả, nó còn ăn cả thịt của các động vật đã chết khác. Một số người lo ngại nguy cơ sâu thoát ra tự nhiên và trở thành loài xâm lấn, vì đây là loài côn trùng ăn tạp, phàm ăn, chưa có tên trong danh sách vật nuôi và có nguy cơ gây hại đến nông nghiệp. Tuy nhiên không giống như ốc bươu vàng gây hại ngay khi được nhập vào Việt Nam, chưa có ghi nhận nào về việc loại sâu này gây hại ngoài môi trường tự nhiên như lo ngại của các nhà chức trách.
Hiện nay loài sâu này đã bị cấm nhân nuôi và buôn bán tại Việt Nam do có nguy cơ gây hại tới nông nghiệp (mặc dù chưa được chứng minh). Các nhà chức trách sử dụng lý do loại sâu này chưa có trong danh sách vật nuôi được cho phép để ngăn chặn các hộ nuôi loại sâu này.
Một số năm gần đây, loại sâu này mắc một loại dịch bệnh chết hàng loạt và không có thuốc chữa, nhiều hộ chăn nuôi phải ngưng nhân nuôi để tránh thua lỗ. Nguyên nhân do nhiều hộ nuôi quá nhiều và không kiểm soát được các khay nuôi dẫn đến sâu dễ bị bệnh và lây lan nhanh.
Ý kiến khác:
- Sâu gạo (superworm) tại Việt Nam được nhập lậu rất nhiều từ "Trung Quốc" và đồng thời chưa có bất kỳ ghi nhận nào về sự gây hại của chúng đối với nông nghiệp ở Trung Quốc. Việc cấm nhân nuôi ở Việt Nam đã làm giá sâu gạo tăng cao và các thương lái phải nhập sâu gạo từ Trung Quốc vì nhu cầu sử dụng sâu gạo làm thức ăn cho: chim, cá cảnh, gà,....
- Nông dân Việt Nam đã nuôi sâu gạo (superworm) từ năm 2004, họ dùng phân của chúng làm phân bón cho cây trồng sau vườn, chuồng trại không che chắn, điều này giúp chúng rất dễ dàng phát tán ra bên ngoài. Nhưng thực tế lại cho thấy 12 năm qua (2004 đến nay, 2016) chưa có bất kỳ ghi nhận nào về sự xuất hiện của sâu gạo trong môi trường tự nhiên ở Việt Nam bởi lẽ thiên địch của chúng rất nhiều như: chuột, rắn mối, cóc, ếch, và đặc biệt là kiến,.....